# Gambón (crustáceo)
Gambón es el nombre bajo el que se comercializan diferentes especies de crustáceos marinos decápodos similares a los camarones o langostinos para su uso gastronómico como marisco.

## Especies

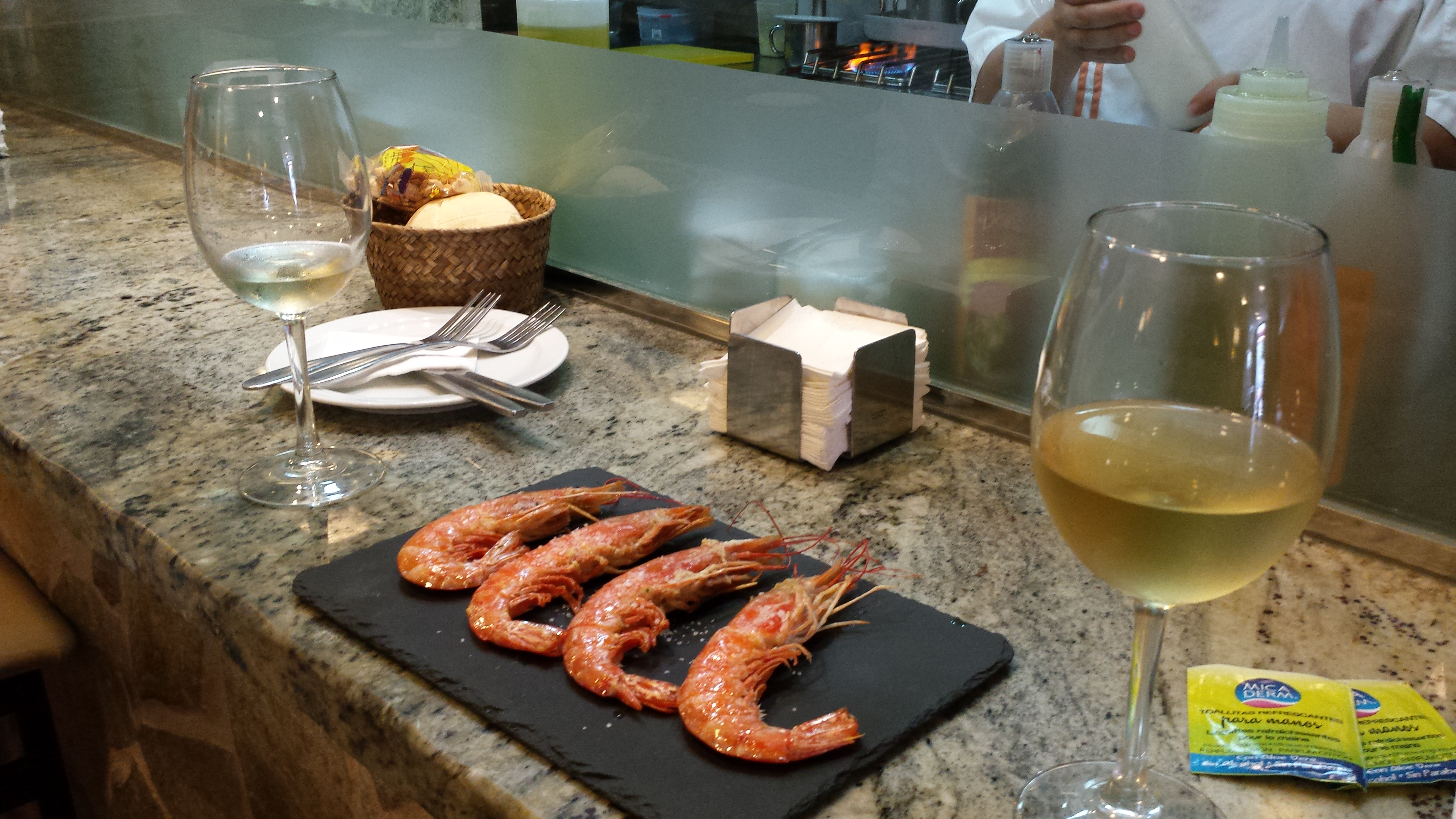
Tapa de gambones

Bajo el nombre de gambón podemos encontrar a la venta las siguientes especies:
- Pleoticus, varias especies de este género comercializadas como gambón o langostino austral. Entre ellas:
  - Pleoticus muelleri (también conocido como Hymenopenaeus muelleri),[3][4] langostino patagónico, langostino argentino, gambón argentino, gambón o langostino austral.
- Hymenopenaeus (o Hymenopaenaeus), diversas especies de este género vendidas como gambón o langostino austral.
- Haliporoides triarthrus, gambón de Mozambique. A veces la especie Metapenaeus monoceros se vende como "gambón mozambiqueño" si bien su nombre comercial oficial es "langostino banana".[1]
- Aristeus virilis, gambón colorado.